# Gáspár Ferenc (utazó)
Gáspár Ferenc (Szilágysomlyó, 1861. június 9. – Budapest, Erzsébetváros, 1923. július 12.) zsidó származású magyar orvos, utazó.

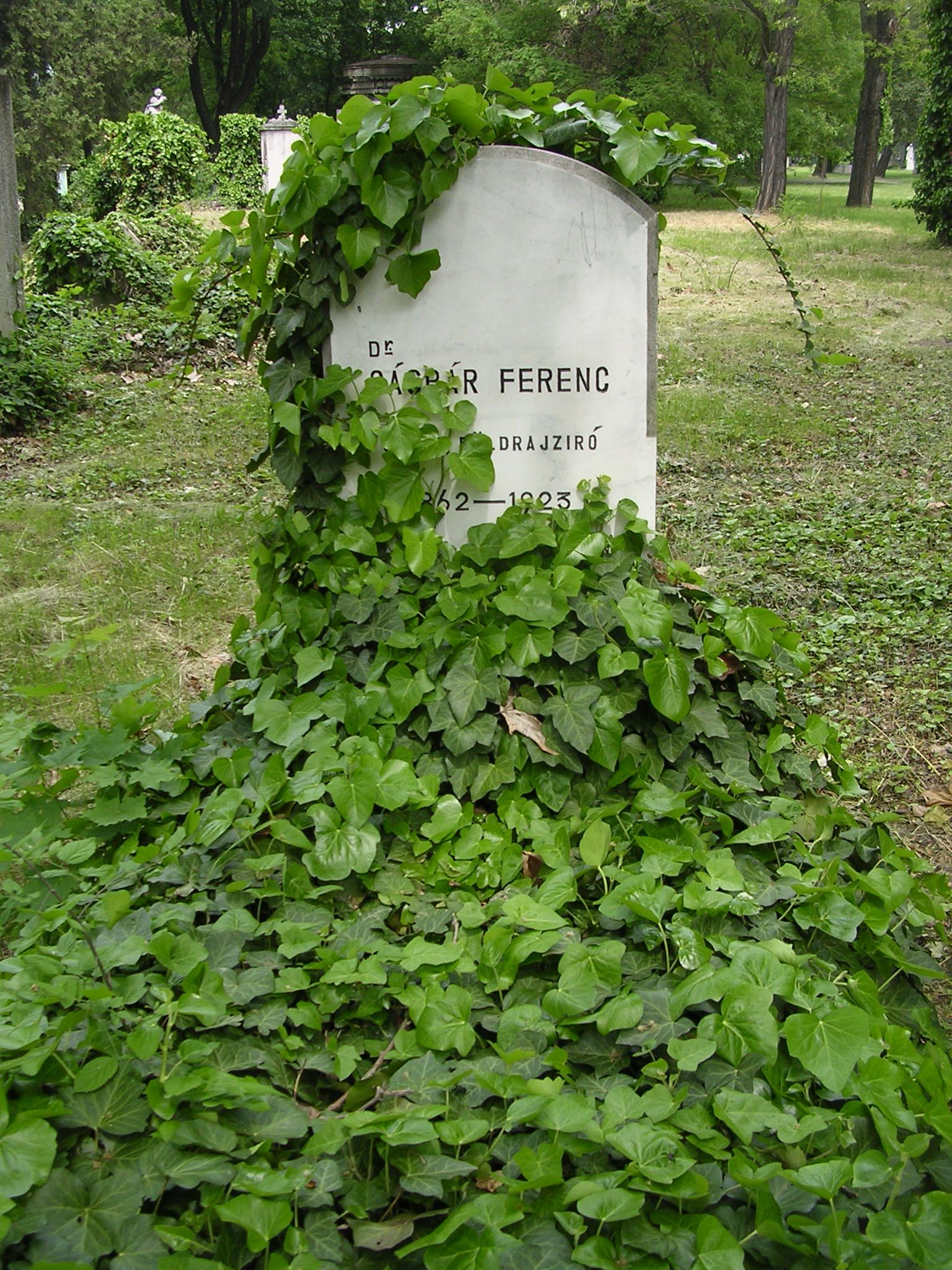
Sírja a Fiumei úti sírkertben (36/1-2-26)

## Életpályája
Gáspár Ábrahám és Horovitz Fanni fiaként született az észak-erdélyi Szilágysomlyón. Nem volt könnyű gyermekkora, hiszen édesanyját fiatalon elvesztette. A kolozsvári unitárius gimnáziumban töltött középiskolai évei után a Bécsi Egyetemen tanult, ahol orvosi diplomát szerzett. 1886-ban az Osztrák–Magyar Monarchia haditengerészetének szolgálatába állt. Csaknem két évtizedes hajóorvosi munkája alatt hét évig, mint fregatt-orvos működött, majd kereskedelmi hajókon, több alkalommal bejárta mind az öt világrészt. Eljutott a Földközi-tenger, az Indiai-óceán, az Atlanti-óceán és a Csendes-óceán magyar ember által ritkán látogatott szigeteire is.
Utazásainak java részét a múlt század végén, vitorlás hadihajókon tette meg. Nagy utazásait s ezeken szerzett észrevételeit díszes és élénk színekben írt munkákban tette közzé. Ezek úgy szép leírásuk, mint népszerűen elbeszélt tudományos tartalmuk miatt koruk igen kedvelt olvasmányai voltak. A szemtanú hitelességével közölt megdöbbentő beszámolót a Hamburg kikötőjében behajózásra váró kivándorlókról. Részletesen leírta a Földközi-tenger szigeteit, a Kanári-szigeteket, a Karib-térséget. Az Amazonas folyón Manausig hajózott fel. Nagy megjelenítő erővel mutatta be Észak-Brazíliát, a Pará környéki dzsungeleket. Igen érdekes az Amazonason felhatoló tengeri dagályhullámok és a folyóvíz küzdelmének, a „pororocának” a leírása. Beszámolóiból megismerhetjük a múlt század végi dél-amerikai városokat (Rio de Janeirót, Pernambucot, Santost, Montevideót, Buenos Airest), az uruguayi és az argentínai pampákat, a Falkland-szigeteket, a Magellán-szorost, a Tűzföldet, s a chilei Atacama-sivatagot. Érdekfeszítő leírásokat közölt Afrikáról, valamint Ázsia számos egzotikus – akkoriban még gyarmati sorban lévő – országáról (India, Ceylon, Burma, Sziám, Indokína, a maláj szigetvilág). Bejárta a Japán-szigeteket, Szamoát, eljutott Hawaiira és a Salamon-szigetekre.
Művei a természettudományos ismeretterjesztés kiemelkedő alkotásai, és egyben fontos dokumentumok a múlt századi tengerészéletről és a világ egészségügyi helyzetéről. Szakmájából fakadóan különös figyelmet szentelt a különböző trópusi betegségek elterjedésére, okaira és kezelési tapasztalataira. Munkásságát kortársai pl. Vámbéry Ármin – aki előszót írt „A Föld körül” című művéhez – és Cholnoky Jenő – aki lektorálta műveit – egyaránt nagyra értékelték. Id. Lóczy Lajos, a Magyar Földrajzi Társaság elnöke is elismeréssel méltatta írásait. Az Uránia filmszínházban élőszóban tartott, vetített képekkel illusztrált előadásai népes közönséggel ismertették meg a világot.
A hajózást befejezve Budapesten telepedett le. 1907-ben a kereskedelmi minisztériumban volt az állami munkásbiztosító hivatal orvosi referense, majd a Ferenc József kereskedelmi kórház kormánybiztosa. 1923. július 12-én öngyilkos lett.

## Főbb művei
- Negyvenezer mérföld vitorlával és gőzzel (Szeged, 1892)
- Hét év a tengeren (Budapest, 1903)
- A tengerészet lovagkora (1905)
- A Föld körül (6 kötet, Budapest, 1906–1908)
- A fehér ember útja (2 kötet, Budapest, 1912)
- Tengereken-szigeteken (1913)